# Belle (Abbacadabra)
 (avril 2020).
Pour les articles homonymes, voir Belle.
Singles de Daniel Balavoine
Pour la femme veuve qui s'éveille
(1983) Les petits lolos
(1983)
Belle est une chanson interprétée par Daniel Balavoine et Frida, sorti en single en 1983,.
Issue de la comédie musicale Abbacadabra, basée sur les chansons du groupe ABBA en français, Belle est la reprise chantée de l'instrumental Arrival, extrait de l'album du même nom, composée par Benny Andersson et  Björn Ulvaeus, tandis que les paroles ont été écrites par Alain et Daniel Boublil.
La chanson a connu un succès commercial modeste en single avec plus de 80 000 exemplaires vendus, atteignant la 28e place des meilleures ventes de singles.
La face B du single, C'est fini, interprété par Balavoine seul, provient de l'album Vendeurs de larmes.

## Classements hebdomadaires
| Classement (1983) | Meilleure place |
| ----------------- | --------------- |
| France (IFOP)     | 28              |
| Québec (ADISQ)    | 45              |